# Isaków
Isaków (ukr. Ісаків) – wieś na Ukrainie, w obwodzie iwanofrankowskim, w rejonie tłumackim.
Dziedziczką części wsi w 1678 była Marianna Tatomirówna, żona Aleksandra Łowieckiego herbu Ostoja, horodniczego kijowskiego w 1673.